# Chris DiDomenico
Christopher „Chris“ DiDomenico (* 20. Februar 1989 in Woodbridge, Ontario) ist ein kanadischer Eishockeyspieler italienischer Abstammung, der seit Oktober 2024 beim HC Ambrì-Piotta aus der Schweizer National League unter Vertrag steht und dort auf der Position des Centers spielt.

## Karriere
DiDomenico spielte zunächst von 2004 bis 2006 bei den North York Rangers in der Ontario Provincial Junior A Hockey League und Greater Toronto Hockey League. Zur Saison 2006/07 im Alter von 17 Jahren wechselte er schließlich in die höherklassige Ligue de hockey junior majeur du Québec zu den Saint John Sea Dogs. Gleich in seiner Rookiesaison verbuchte der Stürmer 75 Scorerpunkte in 70 Saisonspielen. Seine Leistungen führten dazu, dass er im NHL Entry Draft 2007 in der sechsten Runde an 164. Stelle von den Toronto Maple Leafs ausgewählt wurde. In der folgenden Spielzeit verbesserte sich auf 95 Scorerpunkte in ebenso vielen Partien. Die Saison 2008/09 verbrachte der Angreifer bei zwei Teams. Zu Saisonbeginn lief er weiterhin für Saint John auf, ehe er kurz nach dem Jahreswechsel zum Ligakonkurrenten Voltigeurs de Drummondville wechselte. Im Austausch für ihn traten Simon Giroux, Mathieu Gingras und zwei Draft-Wahlreche im LHJMQ Entry Draft den Weg nach Saint John an.
Durch den Wechsel und insbesondere die Teilnahme an der U20-Junioren-Weltmeisterschaft 2009 bestritt DiDomenico lediglich 51 Begegnungen, stand jedoch nun beim mit Abstand besten Team der Liga unter Vertrag. Zudem brachten ihn die Toronto Maple Leafs im März 2009 – kurz nach Beendigung der regulären Saison, in der er 59 Punkte erzielt hatte – zur Unterschrift unter einen NHL-Einstiegsvertrag mit drei Jahren Laufzeit. Wenig später spielte er dann mit den Voltigeurs in den LHJMQ-Play-offs. Im dritten Finalspiel um die Coupe du Président gegen die Shawinigan Cataractes verletzte sich DiDomenico schwer, als er von Gegenspieler Adam Bourque-Leblanc bei einem Zweikampf an der Bande zu Fall gebracht wurde und mit den Füßen voran in selbige fiel. Er zog sich dabei einen Bruch des linken Oberschenkelknochens sowie der Kniescheibe zu und fiel fast ein gesamtes Jahr aus. Zwar gewannen die Voltigeurs in sieben Spielen die Meisterschaft und DiDomenico war mit 31 Torvorlagen der beste Assistgeber der gesamten Play-offs, doch im Memorial Cup 2009 konnte er sein Team nicht unterstützen. Erst gegen Ende des Spieljahres 2009/10 kehrte der Center in den Spielbetrieb zurück und bestritt zwölf Partien bis zum Beginn der Playoffs, in denen weitere 14 folgten. In den letzten 26 Spielen auf Juniorenebene erzielte er trotz der langen Abwesenheit 43 Punkte.
Bevor DiDomenico im Profibereich aber für das Franchise der Maple Leafs auflief transferierten ihn diese gemeinsam mit Viktor Stålberg und Philippe Paradis am 30. Juni 2010 zum amtierenden Stanley-Cup-Sieger Chicago Blackhawks, die im Gegenzug Kris Versteeg und die Transferrechte an Bill Sweatt nach Toronto abgaben. Bei den Blackhawks schaffte der Stürmer zunächst nicht den Sprung in den NHL-Kader und war daher in der Saison 2010/11 für deren Farmteams, die Rockford IceHogs in der American Hockey League und die Toledo Walleye in der ECHL, aktiv. Für Toledo erzielte er in 37 Spielen 25 Punkte sowie weitere vier Punkte in 25 Partien für Rockford. In der Spielzeit 2011/12 stand er weiterhin für beide Farmteams auf dem Eis.
Im Sommer 2012 folgte der Sprung nach Europa. In der italienischen Serie A1 unterschrieb er zunächst für ein Jahr bei Asiago Hockey. Mit dem Team aus der Region Venetien gewann er in seiner Debütsaison die italienische Meisterschaft, wobei der Kanadier insbesondere in der Endrunde mit 42 Scorerpunkten in 15 Partien, davon elf Tore, maßgeblich am Gewinn des Landesmeistertitels beteiligt war. In der darauffolgenden Saison war DiDomenico erneut einer der erfolgreichsten Punktesammler der höchsten italienischen Spielklasse; seine 48 Torvorlagen in 31 Spielen stellten einen Bestwert dar, während der Kanadier ligaweit den zweiten Platz in der Scorerliste belegte. Erfolgreicher war lediglich Brian Ihnacak, welcher fünf Partien mehr bestritten und neun Punkte mehr erzielt hatte. Im Februar 2014 entschied er sich für einen Wechsel zu den SCL Tigers in der National League B. Dort spielte er bis Ende Februar 2017, ehe er die Tigers nach einem Angebot der Ottawa Senators aus der NHL umgehend verließ. Dort verbrachte der Stürmer den Rest der Spielzeit sowie den Beginn der folgenden, ehe er über den Waiver im November 2017 bei den Tampa Bay Lightning landete. Nur eine Woche später und nach drei absolvierten Spielen für die Syracuse Crunch in der AHL kehrte der Stürmer über den Waiver zurück in kanadische Landeshauptstadt.
Im Februar 2018 wurde DiDomenico dann im Tausch für Ville Pokka an die Chicago Blackhawks abgegeben, sodass der Angreifer zu seinem früheren Arbeitgeber zurückkehrte. Seit der Saison 2020/21 spielte DiDomenico für Fribourg-Gottéron. Zur Spielzeit 2022/23 wechselte der Kanadier zum Ligakonkurrenten SC Bern, bei dem er einen Zweijahresvertrag unterschrieb. Bereits nach einer Saison kehrte er aber wieder nach Fribourg zurück und war dort bis zum Oktober 2024 aktiv, ehe er im Tausch für den Schweden Jakob Lilja an den HC Ambrì-Piotta abgegeben wurde.

### International
DiDomenico vertrat sein Heimatland Kanada einzig bei der U20-Junioren-Weltmeisterschaft 2009 in der kanadischen Hauptstadt Ottawa. Dabei gewannen die Kanadier nach einem 5:1-Finalsieg über Schweden die Goldmedaille. Der Stürmer kam in allen sechs Turnierspielen der Ahornblätter zum Einsatz. Insgesamt kam er auf sieben Scorerpunkte, darunter zwei Tore. Beide erzielte er in der Vorrunde.

## Erfolge und Auszeichnungen
| - 2007 LHJMQ All-Rookie-Team - 2009 Coupe-du-Président-Gewinn mit den Drummondville Voltigeurs - 2009 Bester Vorlagengeber der LHJMQ-Playoffs - 2013 Italienischer Meister mit Asiago Hockey - 2013 Supercoppa-Italiana-Gewinn mit Asiago Hockey - 2014 Bester Vorlagengeber der Elite.A-Hauptrunde | - 2015 Meister der National League B und Aufstieg in die National League A mit den SCL Tigers - 2015 Spengler-Cup-Gewinn mit dem Team Canada - 2016 Spengler-Cup-Gewinn mit dem Team Canada - 2019 Spengler-Cup-Gewinn mit dem Team Canada - 2025 Bester Vorlagengeber der NL-Hauptrunde (gemeinsam mit Austin Czarnik) |

### International
- 2009 Goldmedaille bei der U20-Junioren-Weltmeisterschaft

## Karrierestatistik
Stand: Ende der Saison 2024/25

### International
Vertrat Kanada bei:
- U20-Junioren-Weltmeisterschaft 2009

(Legende zur Spielerstatistik: Sp oder GP = absolvierte Spiele; T oder G = erzielte Tore; V oder A = erzielte Assists; Pkt oder Pts = erzielte Scorerpunkte; SM oder PIM = erhaltene Strafminuten; +/− = Plus/Minus-Bilanz; PP = erzielte Überzahltore; SH = erzielte Unterzahltore; GW = erzielte Siegtore; 1 Play-downs/Relegation; Kursiv: Statistik nicht vollständig)